# 형천

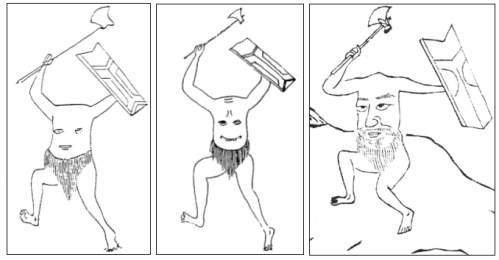
《산해경》에 묘사된 형천 삽화

형천(중국어: 刑天, 병음: Xíngtiān 싱톈[*])은 중국 신화에 등장하는 신으로 머리가 없는 인간 남성의 모습에 큰 도끼와 방패를 들고 있는 것으로 묘사된다. 신농의 부하로 황제와의 전쟁에서 패하여 참수되었으나 죽지 않고 유두가 눈, 배꼽이 입이 되어 황제를 죽이기 위해 춤을 추며 찾아 다닌다고 전한다.